# Klubowy Puchar Europy w szachach (2013)
2013 – dwudziesty dziewiąty sezon Klubowego Pucharu Europy w szachach. Rozgrywki odbyły się w Rodos w dniach 20–26 października 2013 roku. Tytuł zdobył czeski G-Team Nový Bor.

## Format rozgrywek
Turniej odbywał się systemem szwajcarskim na dystansie siedmiu rund. W przypadku identycznej liczby punktów decydował system Sonneborna-Bergera, a przy dalszej równości – łączna liczba punktów uzyskanych przez zawodników.

## Uczestnicy
W nawiasie podano średni ranking Elo. Źródło: OlimpBase

- Butrinti Saranda (1708)
- Barbican Chess Club (2325)
- Jutes of Kent (2327)
- White Rose Chess Club (2254)
- SC MPÖ Maria Saal (2446)
- SK Advisory Invest Baden (2257)
- Odlar Yurdu (2596)
- SOCAR-Azerbaijan (2753)
- KSK 47 Eynatten (2445)
- L’Échiquier Amaytois (2472)
- SF Wirtzfeld (2434)
- Mińsk (2494)
- G-Team Nový Bor (2667)
- Jetsmark SK (2351)
- Team Nordea Skanderborg (2178)
- Expik Prisztina (2243)
- Istogu Istok (1783)
- Shakkivelhot Porvoo (2317)
- Tammer-Shakki (2336)
- Clichy-Echecs 92 (2579)
- Echecs Sautron (2262)
- SO Ippotis Rodos (1331)
- SO Peristeri (2491)
- Accres Apeldoorn (2315)
- SC En Passant (2384)
- SV Voerendaal (2134)
- Adare Chess Club (2082)
- Gonzaga Chess Club (2091)
- Víkingaklúbburinn (2321)
- Hapoel Kefar Sawa (2398)
- De Sprénger Echternach (2226)
- The Smashing Pawns Bieles (2243)
- CE Monte-Carlo (2165)
- SC Eppingen (2158)
- SG Solingen (2308)
- SV Mülheim-Nord (1873)
- Asker SK (2337)
- Oslo SS (2335)
- Jugra Chanty-Mansyjsk (2700)
- Małachit Jekaterynburg (2729)
- PGMB Rostów nad Donem (2663)
- SPBSzF Petersburg (2710)
- Edinburgh Chess Club (2136)
- Edinburgh West Chess Club (1944)
- CE Genève (2362)
- SF Reichenstein (2406)
- Limhamns SK (2337)
- Beşiktaş JK (2386)
- Cardigan Chess Club (1792)
- White Knights Chess Club (1983)
- Haladás VSE Szombathely (2407)
- ASI Bologna (2393)
- CS Guido Cortuso (2633)

## Rozgrywki

### Runda 1
Źródło: OlimpBase
20 października 2013
| SOCAR-Azerbaijan – Oslo SS 5½:½                      |
| Jutes of Kent – Małachit Jekaterynburg 0:6           |
| SPBSzF Petersburg – Barbican Chess Club 5½:½         |
| Víkingaklúbburinn – Jugra Chanty-Mansyjsk ½:5½       |
| G-Team Nový Bor – Shakkivelhot Porvoo 4½:1½          |
| Accres Apeldoorn – PGMB Rostów nad Donem 0:6         |
| CS Guido Cortuso – SG Solingen 4:2                   |
| Echecs Sautron – Odlar Yurdu 0:6                     |
| Clichy-Echecs 92 – SK Advisory Invest Baden 5½:½     |
| White Rose Chess Club – Mińsk ½:5½                   |
| SO Peristeri – Expik Prisztina 4½:1½                 |
| The Smashing Pawns Bieles – L’Échiquier Amaytois 2:4 |
| SC MPÖ Maria Saal – De Sprénger Echternach 3:3       |
| Team Nordea Skanderborg – KSK 47 Eynatten 3½:2½      |
| SF Wirtzfeld – CE Monte-Carlo 5½:½                   |
| SC Eppingen – Haladás VSE Szombathely ½:5½           |
| SF Reichenstein – Edinburgh Chess Club 4½:1½         |
| SV Voerendaal – Hapoel Kefar Sawa ½:5½               |
| ASI Bologna – Edinburgh West Chess Club 3½:2½        |
| Gonzaga Chess Club – Beşiktaş JK 0:6                 |
| SC En Passant – Istogu Istok 4½:1½                   |
| Adare Chess Club – CE Genève 1½:4½                   |
| Jetsmark SK – SV Mülheim-Nord 5½:½                   |
| White Knights Chess Club – Limhamns SK 1½:4½         |
| Asker SK – Butrinti Saranda 5½:½                     |
| Cardigan Chess Club – Tammer-Shakki 1:5              |
| SO Ippotis Rodos pauza                               |

### Runda 2
Źródło: OlimpBase
21 października 2013
| Limhamns SK – SOCAR-Azerbaijan ½:5½                  |
| Małachit Jekaterynburg – Team Nordea Skanderborg 6:0 |
| CE Genève – SPBSzF Petersburg 0:6                    |
| Jugra Chanty-Mansyjsk – SC En Passant 5:1            |
| G-Team Nový Bor – SF Wirtzfeld 4½:1½                 |
| PGMB Rostów nad Donem – ASI Bologna 4½:1½            |
| Beşiktaş JK – CS Guido Cortuso 1½:4½                 |
| Odlar Yurdu – L’Échiquier Amaytois 4½:1½             |
| SF Reichenstein – Clichy-Echecs 92 2:4               |
| Mińsk – SO Peristeri 2:4                             |
| Haladás VSE Szombathely – Tammer-Shakki 2½:3½        |
| Hapoel Kefar Sawa – Asker SK 3½:2½                   |
| SC MPÖ Maria Saal – Jetsmark SK 3½:2½                |
| De Sprénger Echternach – SO Ippotis Rodos 4½:1½      |
| KSK 47 Eynatten – Gonzaga Chess Club 4:2             |
| Oslo SS – SK Advisory Invest Baden 4:2               |
| Jutes of Kent – The Smashing Pawns Bieles 3½:2½      |
| Barbican Chess Club – Víkingaklúbburinn 4:2          |
| Shakkivelhot Porvoo – Butrinti Saranda 5:1           |
| SG Solingen – Accres Apeldoorn 1½:4½                 |
| Edinburgh West Chess Club – Echecs Sautron ½:5½      |
| White Rose Chess Club – White Knights Chess Club 5:1 |
| Expik Prisztina – SV Mülheim-Nord 4½:1½              |
| CE Monte-Carlo – Adare Chess Club 5:1                |
| Istogu Istok – SC Eppingen 3½:2½                     |
| Edinburgh Chess Club – SV Voerendaal 3½:2½           |
| Cardigan Chess Club pauza                            |

### Runda 3
Źródło: OlimpBase
22 października 2013
| SOCAR-Azerbaijan – CS Guido Cortuso 4½:1½                |
| Tammer-Shakki – Małachit Jekaterynburg 0:6               |
| SPBSzF Petersburg – SO Peristeri 5:1                     |
| Hapoel Kefar Sawa – Jugra Chanty-Mansyjsk 1:5            |
| PGMB Rostów nad Donem – G-Team Nový Bor 2:4              |
| Clichy-Echecs 92 – Odlar Yurdu 3:3                       |
| Istogu Istok – SC MPÖ Maria Saal 1:5                     |
| Oslo SS – De Sprénger Echternach 4½:1½                   |
| Accres Apeldoorn – Mińsk ½:5½                            |
| L’Échiquier Amaytois – White Rose Chess Club 5½:½        |
| Edinburgh Chess Club – KSK 47 Eynatten 1½:4½             |
| SF Wirtzfeld – CE Genève 4½:1½                           |
| Team Nordea Skanderborg – Haladás VSE Szombathely 2:4    |
| Limhamns SK – SF Reichenstein 3½:2½                      |
| ASI Bologna – Shakkivelhot Porvoo 4:2                    |
| Barbican Chess Club – Beşiktaş JK 3½:2½                  |
| SC En Passant – Echecs Sautron 5½:½                      |
| Jetsmark SK – Jutes of Kent 2:4                          |
| CE Monte-Carlo – Expik Prisztina 4:2                     |
| Asker SK – Cardigan Chess Club 6:0                       |
| SO Ippotis Rodos – Víkingaklúbburinn 1½:4½               |
| Gonzaga Chess Club – SG Solingen 1:5                     |
| SK Advisory Invest Baden – Edinburgh West Chess Club 4:2 |
| SV Mülheim-Nord – The Smashing Pawns Bieles 1½:4½        |
| SC Eppingen – White Knights Chess Club 5:1               |
| SV Voerendaal – Adare Chess Club 1½:4½                   |
| Butrinti Saranda pauza                                   |

### Runda 4
Źródło: OlimpBase
23 października 2013
| Małachit Jekaterynburg – G-Team Nový Bor 3:3       |
| Jugra Chanty-Mansyjsk – SPBSzF Petersburg 3½:2½    |
| Clichy-Echecs 92 – SOCAR-Azerbaijan 2:4            |
| Odlar Yurdu – SC MPÖ Maria Saal 5½:½               |
| Tammer-Shakki – PGMB Rostów nad Donem 0:6          |
| CS Guido Cortuso – Hapoel Kefar Sawa 4:2           |
| Mińsk – Barbican Chess Club 5½:½                   |
| SO Peristeri – SC En Passant 2½:3½                 |
| L’Échiquier Amaytois – ASI Bologna 4:2             |
| KSK 47 Eynatten – CE Monte-Carlo 4½:1½             |
| SF Wirtzfeld – Oslo SS 4:2                         |
| Haladás VSE Szombathely – Limhamns SK 3:3          |
| Jutes of Kent – Asker SK 1½:4½                     |
| Adare Chess Club – De Sprénger Echternach 3:3      |
| SF Reichenstein – Team Nordea Skanderborg 4½:1½    |
| Expik Prisztina – CE Genève 2½:3½                  |
| Accres Apeldoorn – Jetsmark SK 4½:1½               |
| Víkingaklúbburinn – SK Advisory Invest Baden 2½:3½ |
| Shakkivelhot Porvoo – White Rose Chess Club 1½:4½  |
| Echecs Sautron – SG Solingen 3½:2½                 |
| The Smashing Pawns Bieles – Istogu Istok 3:3       |
| SC Eppingen – Edinburgh Chess Club 2½:3½           |
| Butrinti Saranda – Beşiktaş JK 1:5                 |
| Cardigan Chess Club – SO Ippotis Rodos 4:2         |
| SV Mülheim-Nord – SV Voerendaal 1½:4½              |
| Edinburgh West Chess Club – Gonzaga Chess Club 4:2 |
| White Knights Chess Club pauza                     |

### Runda 5
Źródło: OlimpBase
24 października 2013
| SOCAR-Azerbaijan – Jugra Chanty-Mansyjsk 4:2        |
| Odlar Yurdu – Małachit Jekaterynburg 3:3            |
| G-Team Nový Bor – KSK 47 Eynatten 4½:1½             |
| SPBSzF Petersburg – CS Guido Cortuso 3½:2½          |
| SC En Passant – PGMB Rostów nad Donem 2:4           |
| Mińsk – L’Échiquier Amaytois 4:2                    |
| Asker SK – SF Wirtzfeld 2½:3½                       |
| Limhamns SK – Clichy-Echecs 92 2:4                  |
| SC MPÖ Maria Saal – Haladás VSE Szombathely 4:2     |
| Barbican Chess Club – SF Reichenstein 1:5           |
| Hapoel Kefar Sawa – Jutes of Kent 4:2               |
| ASI Bologna – Accres Apeldoorn 3:3                  |
| Beşiktaş JK – Tammer-Shakki 4½:1½                   |
| CE Genève – Oslo SS 3:3                             |
| De Sprénger Echternach – Echecs Sautron 1:5         |
| SK Advisory Invest Baden – CE Monte-Carlo 5:1       |
| White Rose Chess Club – Edinburgh Chess Club 3½:2½  |
| Istogu Istok – SO Peristeri ½:5½                    |
| The Smashing Pawns Bieles – Cardigan Chess Club 5:1 |
| Adare Chess Club – Shakkivelhot Porvoo 3:3          |
| Jetsmark SK – Team Nordea Skanderborg 4:2           |
| Víkingaklúbburinn – SC Eppingen 4½:1½               |
| SG Solingen – Edinburgh West Chess Club 5½:½        |
| SV Voerendaal – Expik Prisztina 2½:3½               |
| White Knights Chess Club – Butrinti Saranda 2:4     |
| SO Ippotis Rodos – Gonzaga Chess Club 1:5           |
| SV Mülheim-Nord pauza                               |

### Runda 6
Źródło: OlimpBase
25 października 2013
| G-Team Nový Bor – SOCAR-Azerbaijan 3½:2½            |
| Małachit Jekaterynburg – SF Wirtzfeld 4:2           |
| SPBSzF Petersburg – Odlar Yurdu 3½:2½               |
| PGMB Rostów nad Donem – Jugra Chanty-Mansyjsk 3½:2½ |
| SC MPÖ Maria Saal – Mińsk 2½:3½                     |
| Clichy-Echecs 92 – Hapoel Kefar Sawa 5½:½           |
| CS Guido Cortuso – SO Peristeri 3½:2½               |
| L’Échiquier Amaytois – SC En Passant 3:3            |
| SK Advisory Invest Baden – SF Reichenstein ½:5½     |
| Echecs Sautron – Beşiktaş JK ½:5½                   |
| White Rose Chess Club – Asker SK 1½:4½              |
| KSK 47 Eynatten – Accres Apeldoorn 2:4              |
| Haladás VSE Szombathely – CE Genève 3:3             |
| Oslo SS – ASI Bologna 1:5                           |
| Limhamns SK – The Smashing Pawns Bieles 4½:1½       |
| Jetsmark SK – Barbican Chess Club 3:3               |
| Tammer-Shakki – Víkingaklúbburinn 3:3               |
| Expik Prisztina – Jutes of Kent 3½:2½               |
| CE Monte-Carlo – De Sprénger Echternach 1½:4½       |
| Edinburgh Chess Club – Adare Chess Club 3½:2½       |
| Butrinti Saranda – SG Solingen 1:5                  |
| Shakkivelhot Porvoo – Cardigan Chess Club 5½:½      |
| Edinburgh West Chess Club – Istogu Istok 2½:3½      |
| Team Nordea Skanderborg – SC Eppingen 2½:3½         |
| White Knights Chess Club – SV Voerendaal 1½:4½      |
| SO Ippotis Rodos – SV Mülheim-Nord 1½:4½            |
| Gonzaga Chess Club pauza                            |

### Runda 7
Źródło: OlimpBase
26 października 2013
| Mińsk – G-Team Nový Bor 1½:4½                             |
| SOCAR-Azerbaijan – SPBSzF Petersburg 3:3                  |
| PGMB Rostów nad Donem – Małachit Jekaterynburg 2:4        |
| Beşiktaş JK – Clichy-Echecs 92 1:5                        |
| Jugra Chanty-Mansyjsk – Odlar Yurdu 5:1                   |
| Asker SK – CS Guido Cortuso 2½:3½                         |
| SF Reichenstein – SC MPÖ Maria Saal 5:1                   |
| Accres Apeldoorn – L’Échiquier Amaytois 2:4               |
| SC En Passant – Limhamns SK 2½:3½                         |
| ASI Bologna – Edinburgh Chess Club 4:2                    |
| SO Peristeri – Echecs Sautron 5½:½                        |
| CE Genève – KSK 47 Eynatten 2½:3½                         |
| Haladás VSE Szombathely – SK Advisory Invest Baden 5:1    |
| Hapoel Kefar Sawa – Expik Prisztina 4½:1½                 |
| SG Solingen – White Rose Chess Club 3:3                   |
| De Sprénger Echternach – Víkingaklúbburinn 2½:3½          |
| Istogu Istok – Jetsmark SK 1:5                            |
| The Smashing Pawns Bieles – Tammer-Shakki 3:3             |
| Barbican Chess Club – Shakkivelhot Porvoo 3½:2½           |
| SC Eppingen – Oslo SS 1:5                                 |
| Jutes of Kent – Adare Chess Club 5½:½                     |
| SV Voerendaal – CE Monte-Carlo 3:3                        |
| Gonzaga Chess Club – Butrinti Saranda 4½:1½               |
| Cardigan Chess Club – SV Mülheim-Nord 3½:2½               |
| Team Nordea Skanderborg – Edinburgh West Chess Club 2½:3½ |
| White Knights Chess Club – SO Ippotis Rodos 5½:½          |

## Klasyfikacja
Źródło: OlimpBase
| Msc | Zespół                    | M | W | R | P | Pkt |
| --- | ------------------------- | - | - | - | - | --- |
| 1   | G-Team Nový Bor           | 7 | 6 | 1 | 0 | 13  |
| 2   | Małachit Jekaterynburg    | 7 | 5 | 2 | 0 | 12  |
| 3   | SOCAR-Azerbaijan          | 7 | 5 | 1 | 1 | 11  |
| 4   | Clichy-Echecs 92          | 7 | 5 | 1 | 1 | 11  |
| 5   | SPBSzF Petersburg         | 7 | 5 | 1 | 1 | 11  |
| 6   | Jugra Chanty-Mansyjsk     | 7 | 5 | 0 | 2 | 10  |
| 7   | PGMB Rostów nad Donem     | 7 | 5 | 0 | 2 | 10  |
| 8   | Mińsk                     | 7 | 5 | 0 | 2 | 10  |
| 9   | SF Reichenstein           | 7 | 5 | 0 | 2 | 10  |
| 10  | CS Guido Cortuso          | 7 | 5 | 0 | 2 | 10  |
| 11  | L’Échiquier Amaytois      | 7 | 4 | 1 | 2 | 9   |
| 12  | Limhamns SK               | 7 | 4 | 1 | 2 | 9   |
| 13  | ASI Bologna               | 7 | 4 | 1 | 2 | 9   |
| 14  | Odlar Yurdu               | 7 | 3 | 2 | 2 | 8   |
| 15  | Asker SK                  | 7 | 4 | 0 | 3 | 8   |
| 16  | SO Peristeri              | 7 | 4 | 0 | 3 | 8   |
| 17  | Beşiktaş JK               | 7 | 4 | 0 | 3 | 8   |
| 18  | SF Wirtzfeld              | 7 | 4 | 0 | 3 | 8   |
| 19  | Haladás VSE Szombathely   | 7 | 3 | 2 | 2 | 8   |
| 20  | KSK 47 Eynatten           | 7 | 4 | 0 | 3 | 8   |
| 21  | Hapoel Kefar Sawa         | 7 | 4 | 0 | 3 | 8   |
| 22  | SC En Passant             | 7 | 3 | 1 | 3 | 7   |
| 23  | SG Solingen               | 7 | 3 | 1 | 3 | 7   |
| 24  | SC MPÖ Maria Saal         | 7 | 3 | 1 | 3 | 7   |
| 25  | Accres Apeldoorn          | 7 | 3 | 1 | 3 | 7   |
| 26  | Jetsmark SK               | 7 | 3 | 1 | 3 | 7   |
| 27  | Oslo SS                   | 7 | 3 | 1 | 3 | 7   |
| 28  | Barbican Chess Club       | 7 | 3 | 1 | 3 | 7   |
| 29  | Víkingaklúbburinn         | 7 | 3 | 1 | 3 | 7   |
| 30  | White Rose Chess Club     | 7 | 3 | 1 | 3 | 7   |
| 31  | The Smashing Pawns Bieles | 7 | 2 | 2 | 3 | 6   |
| 32  | CE Genève                 | 7 | 2 | 2 | 3 | 6   |
| 33  | Edinburgh Chess Club      | 7 | 3 | 0 | 4 | 6   |
| 34  | Jutes of Kent             | 7 | 3 | 0 | 4 | 6   |
| 35  | De Sprénger Echternach    | 7 | 2 | 2 | 3 | 6   |
| 36  | Expik Prisztina           | 7 | 3 | 0 | 4 | 6   |
| 37  | SK Advisory Invest Baden  | 7 | 3 | 0 | 4 | 6   |
| 38  | Tammer-Shakki             | 7 | 2 | 2 | 3 | 6   |
| 39  | Echecs Sautron            | 7 | 3 | 0 | 4 | 6   |
| 40  | Shakkivelhot Porvoo       | 7 | 2 | 1 | 4 | 5   |
| 41  | CE Monte-Carlo            | 7 | 2 | 1 | 4 | 5   |
| 42  | SV Voerendaal             | 7 | 2 | 1 | 4 | 5   |
| 43  | Istogu Istok              | 7 | 2 | 1 | 4 | 5   |
| 44  | Gonzaga Chess Club        | 6 | 2 | 0 | 4 | 5   |
| 45  | Cardigan Chess Club       | 6 | 2 | 0 | 4 | 5   |
| 46  | Adare Chess Club          | 7 | 1 | 2 | 4 | 4   |
| 47  | Edinburgh West Chess Club | 7 | 2 | 0 | 5 | 4   |
| 48  | SC Eppingen               | 7 | 2 | 0 | 5 | 4   |
| 49  | SV Mülheim-Nord           | 6 | 1 | 0 | 5 | 3   |
| 50  | White Knights Chess Club  | 6 | 1 | 0 | 5 | 3   |
| 51  | Butrinti Saranda          | 6 | 1 | 0 | 5 | 3   |
| 52  | Team Nordea Skanderborg   | 7 | 1 | 0 | 6 | 2   |
| 53  | SO Ippotis Rodos          | 6 | 0 | 0 | 6 | 1   |